# La Fée Urgèle
La Fée Urgèle o Ce qui plaît aux dames è un'opéra-comique in 4 atti su libretto di Charles Simon Favart, musica di Egidio Duni, rappresentata per la prima volta dai Comédiens-Italiens al castello di Fontainebleau il 26 ottobre 1765. Il 4 dicembre successivo fu eseguita alla Comédie-Italienne di Parigi.

## Storia
L'opera è stata ispirata da Ce qui plaît aux dames, un racconto di Voltaire, e da Il racconto della donna di Bath di Geoffrey Chaucer.
La scenografia medievale ebbe un costo di 20 000 libbre secondo la Correspondance littéraire di Melchior Grimm. L'opera è stata messa in scena più di un centinaio di volte negli anni seguenti, aprendo la strada ad altre opere medievali, come Aucassin et Nicolette (1780) e Richard cœur de Lion (1784) di Michel-Jean Sedaine e André Grétry.

## Trama
Robert è un cavaliere imprigionato da un tribunale francese del VII secolo controllato dalle donne. Egli deve rispondere alla domanda: che cosa dà più piacere alle donne? Egli è tenuto ad accettare di sposare una donna anziana che viene poi trasformata nella splendida Marton.

## Personaggi e interpreti della prima
| Personaggio                                                   | Tipologia vocale              | Interpreti                                                                    |
| ------------------------------------------------------------- | ----------------------------- | ----------------------------------------------------------------------------- |
| La vecchia/Robinette/Thérèse, pastorella                      | soprano                       | Madame Favart                                                                 |
| Il cavaliere Robert                                           | taille (baritenore)           | Jean-Baptiste Guignard, "Clairval"                                            |
| La fata Urgèle/Marton                                         | soprano                       | Marie-Thérèse Laruette                                                        |
| La regina Berthe                                              | soprano                       | Eulalie Desglands                                                             |
| Lisette, pastorella                                           | soprano                       | Mlle Adélaïde                                                                 |
| Philinte, pastore                                             | taille                        | M. Lobreau                                                                    |
| Licidas, altro pastore                                        | taille                        | Nicolas Beaupré                                                               |
| La Hire, scudiero di Robert                                   | basse-taille (basso-cantante) | Joseph Caillot                                                                |
| Denise, paesana/L'avvocatessa generale della Corte dell'Amore | voce recitante                | Catherine Foulquier, "Catinon"                                                |
| Anziane consigliere della Corte dell'Amore                    | voci recitanti (travesti)     | Gabriel-Éléonor-Hervé Dubus de Champville, "Soli", e Antoine-Étienne Balletti |
| L'usciera                                                     | voce recitante                | Mlle Léonore                                                                  |
| Il capocaccia                                                 | voce recitante                | Jean-Baptiste Dehesse                                                         |